# Steatococcus mexicanus
Steatococcus mexicanus är en insektsart som först beskrevs av Cockerell 1899.  Steatococcus mexicanus ingår i släktet Steatococcus och familjen pärlsköldlöss. Inga underarter finns listade i Catalogue of Life.